# Arcola, Mississippi
Arcola là một thành phố thuộc quận Washington, tiểu bang Mississippi, Hoa Kỳ. Năm 2010, dân số của thành phố này là 361 người.

## Dân số
- Dân số năm 2000: 563 người.
- Dân số năm 2010: 361 người.